# Гололобов, Яков Георгиевич
Яков Георгиевич Гололобов (1855—1918) — действительный статский советник, Волынский и Енисейский губернатор.

## Биография
Православный. Потомственный дворянин.
Окончил Воронежскую гимназию. В 1871 году начал службу регистратором в Коротоякском уездном полицейском управлении.
В 1873 году произведен в коллежские регистраторы.
В 1879 году окончил Александровское техническое училище. Продолжил образование за границей.
В 1885 году издательство «Посредник» опубликовало его повесть «Вор». Повесть стала популярной, а её автор приобрёл известность. В 1886 году Гололобова избирают земским гласным по Коротоякскому уезду.
В 1893 году Гололобова назначают временно исполнять должность редактора газеты «Екатеринославские губернские ведомости».
В 1899 году Яков Георгиевич назначается цензором газет «Приднепровский край», «Днепровская молва», «Екатеринославский листок». Одновременно он в качестве секретаря губернского статистического комитета редактирует и издает три выпуска памятной книжки и адрес-календаря «Екатеринославская губерния».
Работал журналистом в газетах: «Неделя», «Русские ведомости», «Голос», журналах: «Северный вестник», «Русское богатство». Избирался гласным Екатеринославской городской думы.
Поддерживал дружеские отношения с назначенным в 1902 году директором областного исторического музея, известным украинским историком, профессором Московского университета Дмитрием Ивановичем Яворницким (Эварницким). Последний стал крестным отцом при крещении родившейся в 1903 году в Екатеринославе у титулярного советника Якова Георгиевича Гололобова и его жены Марии Семеновны дочери Екатерины.
Дослужился до должности советника Екатеринославского губернского правления. В 1905 году был в Екатеринославе одним из организаторов «Народной партии», которая присоединилась к «Союзу 17 октября».

## Депутат Государственной Думы
В 1907 году избран в третью Государственную думу. Входил во фракцию октябристов.
18 февраля 1909 года на заседании Думы, на котором обсуждался внесённый социал-демократами запрос о преследовании профсоюзов, — Гололобов резко разошёлся со своей фракцией и предложил отвергнуть запрос. В том же 1909 году он покинул «родную» фракцию и основал группу правых октябристов. 5 декабря 1911 года в Думу поступил запрос о причастности Гололобова в организации убийства члена II Думы доктора А. Л. Караваева. Дума признала обвинение необоснованным.

## Вице-губернатор Полтавской и губернатор Волынской губернии
В 1912 году Гололобов назначен на должность вице-губернатора в Полтаве. В 1915 году он был губернатором Волынской губернии, а в октябре 1915 года его перевели на должность губернатора Енисейской губернии.

## Губернатор Енисейской губернии
Приступил к исполнению обязанностей 2 декабря 1915 года. Оставался в должности губернатора до 6 марта 1917 года.
7 мая 1916 года в Красноярске произошёл первый и единственный в Енисейской губернии еврейский погром. Арестовано 26 участников погрома.
Во время губернаторства Гололобова в Красноярске 18 сентября 1916 года был открыт учительский институт, 21 сентября — частная гимназия. В 1916 году начал издаваться первый в Енисейской губернии педагогический журнал «Сибирская школа».
Губернатор проводит мобилизацию, организовывает госпитали, размещает воинские части и военнопленных. В одном только Красноярске содержится 13 тысяч военнопленных.

## Февральская революция
2 марта 1917 года по Красноярску начинают распространяться слухи о событиях в Петрограде. 3 марта Гололобов возвращается в Красноярск из Иркутска, где он председательствовал на совещании в губернском управлении. 4 марта 1917 года губернатор заболел от нервного потрясения, так как был уволен по распоряжению из Петрограда и взят под домашний арест. Полиция в Красноярске была расформирована и заменена земской милицией. Председатель окружного суда отстранён от должности. Вечером собралась городская дума с участием представителей общественных организаций. Заседание думы происходило на сцене городского театра.
Создан комитет общественной безопасности. Власть перешла к бюро из представителей этого комитета и совета рабочих, солдатских и казачьих депутатов. Представителем бюро состоит известный общественный деятель доктор В. М. Крутовский.
6 марта 1917 года в квартире Гололобова представители Совета рабочих и солдатских депутатов сделали обыск и изъяли два браунинга. Гололобов был арестован представителями Красноярского Совета, и через несколько дней отправлен в Петроград. В мае 1917 года Я. Г. Гололобов был освобожден и вернулся в Екатеринослав.

## Дата и обстоятельства смерти
Время, место и подробности смерти Я. Г. Гололобова до последнего времени были неизвестны. В 2008 г. в архиве Днепропетровской области найдена метрическая книга с точной записью о смерти Я. Г. Гололобова — 18 декабря 1918 г. и припиской «Убит». Похоронен на Севастопольском кладбище города Екатеринослава 20 декабря 1918 г. Могила до наших дней не сохранилась (сообщение о смерти сделал кандидат ист.наук М. Э. Кавун, 2008-06-04). Данными метрической книги подтверждаются сведения мемуарных источников о том, что Я. Г. Гололобов был расстрелян в Екатеринославе в конце 1918 года отрядами Махно. См. мемуары Несвицкого, «О революции в Полтаве»: 
5 января 1919 г. По газетным сообщениям — разгром банды Махно в Екатеринославе. Расстреляно там бывшего полтавского вице-губернатора Якова Георгиевича Гололобова. Он был арестован Республиканским штабом.